# McVicar (film)
McVicar je britské filmové drama z roku 1980 společnosti The Who Films, Ltd. 
Titulní roli hraje Roger Daltrey, zpěvák The Who. John McVicar byl v šedesátých letech ozbrojený lupič. Publicitu mu zajistil Scotland Yard, který ho označil veřejným nepřítelem č. 1. Později se z něj stal novinář. Film byl režírován Tomem Cleggem a předlohou mu byly memoáry Johna McVicara, kniha McVicar By Himself, popisující několik měsíců jeho zkušeností s vězením. V roce 1981 byl nominován na cenu za nejlepší film na festivalu MystFest.

## Soundtrack
Soundtrack filmu byl vydán pod názvem McVicar. Obsahuje tyto skladby:
1. Bitter and Twisted (Steve Swindells)
2. Just a Dream Away (Russ Ballard)
3. White City Lights (Billy Nicholls a Jon Lind)
4. Free Me (Ballard)
5. My Time Is Gonna Come" (Ballard)
6. Waiting for a Friend (Nicholls)
7. Without Your Love (Nicholls)
8. McVicar (Nicholls)